# Krater (Gefäß)
Ein Krater (altgriechisch κρατήρ kratḗr, das heißt langes e und Betonung auf e; Plural: altgriechisch κρατῆρες kratéres, deutsch Kratére) ist ursprünglich ein Gefäß zum Mischen von Wein und Wasser, das im antiken Griechenland für festliche Anlässe wie Bankette und Symposien verwendet wurde. Der Name stammt von dem griechischen Wort für „mischen“. Verwendet wurde der Krater zusammen mit einem Psykter. Dieser wurde in den Krater eingesetzt. Es ist bis heute unklar, ob Kelch oder Psykter den Wein oder das Kühlmittel enthielt. Kratere konnten aus Ton oder Bronze hergestellt werden. Sie waren bis in hellenistische Zeit in Verwendung. In der Neuzeit bildeten Kratere eine Grundform für Vasen, die – in variierenden Formen fortentwickelt – zu Dekorations- und Repräsentationszwecken aufgestellt wurden, vornehmlich in der Garten- und Innenarchitektur.
Diese Bezeichnung ist namensgebend für das Sternbild Crater (deutsch Becher) und wird auch für geologische Strukturen verwendet, die sich durch eine trichterförmige Senke oder eine Mulde mit ausgeprägtem ringförmigen Rand auszeichnen.
| Typ                                                       | Variante                              | Bemerkung | Umzeichnung | Beispiel |
| --------------------------------------------------------- | ------------------------------------- | --- | ----------- | -------- |
| Mykenischer, an die Form einer Amphora angelehnter Krater |                                       | |             |          |
| Geometrischer Fußkrater                                   |                                       | wurde als Grabgefäß genutzt |             |          |
| Spätgeometrischer Bügelhenkelkrater                       |                                       | |             |          |
| Kolonettenkrater                                          |                                       | auch Stangenhenkelkrater, entstand um 600 v. Chr. in Korinth und wurde im antiken Griechenland als Korinthios bezeichnet. Die kolonnettenförmigen Bügelhenkel trugen eine abstehende quadratische Platte                                                       |             |          |
|                                                           | korinthischer Kolonettenkrater        | |             |          |
|                                                           | Attisch-rotfiguriger Kolonettenkrater | |             |          |
| Chalkidischer Krater                                      |                                       | auch Bügelhenkelkrater |             |          |
| Volutenkrater                                             |                                       | War zunächst als Bronzegefäß in Lakonien verbreitet. Der im antiken Griechenland deshalb auch als Krater lakonikos bekannte besonders prunkvolle Krater wurde in der ersten Hälfte des 6. Jahrhunderts v. Chr. von einer attischen Töpferwerkstatt übernommen. |             |          |
|                                                           | attischer Volutenkrater               | |             |          |
|                                                           | Unteritalischer Volutenkrater         | |             |          |
| Kelchkrater                                               |                                       | Bei ihm wurden die Henkel im unteren Drittel des Gefäßes angesetzt. Der Kelchkrater wurde in der zweiten Hälfte des 6. Jahrhunderts v. Chr. in einer attischen Töpferwerkstatt entwickelt.                                                                     |             |          |
| Glockenkrater                                             |                                       | entstanden im 5. Jahrhundert v. Chr. |             |          |
| Skyphoskrater                                             |                                       | |             |          |
| Krateriskos                                               |                                       | |             |          |
| Dinos (Lebes)                                             |                                       | |             |          |
|                                                           | Dinos-Becken                          | |             |          |
|                                                           | Dinos-Ständer                         | |             |          |